# فتاة بولين الأخرى
فتاة بولين الأخرى (بالإنجليزية: The Other Boleyn Girl)‏ هو فيلم دراما تاريخي تم إنتاجه في بريطانيا والولايات المتحدة وصدر في سنة 2008. الفيلم من إخراج جاستن تشادويك وكتابة بيتر مورغان وفيليبا غريغوري، وهو من بطولة ناتالي بورتمان وسكارليت جوهانسون وإريك بانا وجيم ستارجس وكريستين سكوت توماس.

## القصة
يتحدث الفيلم عن الاختان آن وماري بولين مع ملك إنجلترا هنري الثامن الذي كان السبب في تدمير علاقتهما

## الممثلون والشخصيات
- ناتالي بورتمان (بدور: آن بولين)
- سكارليت جوهانسون (بدور: ماري بولين)
- إيريك بانا (بدور: ملك إنجلترا، هنري الثامن)
- جيم ستارجس (بدور: جورج بولين)
- كريستين سكوت توماس (بدور: إيليزابيث بولين)
- ديفيد موريسي (بدور: ثوماس هاورد، الدوق الثالث لنورفولك)
- بيندكت كامبرباتش (بدور: ويليام كاري)
- آنا تورنت (بدور: كاثرين آراغون)

## الميزانية والإيرادات
بلغت تكلفة إنتاج الفيلم حوالي 35 مليون دولار بينما حقق أرباحا تقدر بـ 77,713,866 دولار.

## ردود الفعل
كان رد الفعل متفاوت، حيث كانت المراجعات إيجابية بنسبة 42 بالمئة على موقع الطماطم الفاسدة، أما على موقع ميتاكريتيك فقد تحصل على علامة 50 من 100.

## وصلات خارجية
- فتاة بولين الأخرى على موقع IMDb (الإنجليزية)
- فتاة بولين الأخرى على موقع ميتاكريتيك (الإنجليزية)
- فتاة بولين الأخرى على موقع روتن توميتوز (الإنجليزية)
- فتاة بولين الأخرى على موقع نتفليكس (الإنجليزية)
- فتاة بولين الأخرى على موقع قاعدة بيانات الأفلام العربية
- فتاة بولين الأخرى على موقع ألو سيني (الفرنسية)
- فتاة بولين الأخرى على موقع Turner Classic Movies (الإنجليزية)
- فتاة بولين الأخرى على موقع أول موفي (الإنجليزية)
- فتاة بولين الأخرى على موقع بوكس أوفيس موجو (الإنجليزية)
- فتاة بولين الأخرى على موقع فيلمافينيتي (الإسبانية)

1. ↑  وصلة مرجع: https://www.visitbritain.com/fr/fr/decouvrez-les-lieux-de-tournage-de-la-serie-crown. الوصول: 2 ديسمبر 2020.
2. ↑  "معلومات عن فتاة بولين الأخرى على موقع metacritic.com". metacritic.com. مؤرشف من الأصل في 2018-12-19.
3. ↑  "معلومات عن فتاة بولين الأخرى على موقع bechdeltest.com". bechdeltest.com. مؤرشف من الأصل في 2019-12-10.
4. ↑  "معلومات عن فتاة بولين الأخرى على موقع collections.cinematheque.qc.ca". collections.cinematheque.qc.ca. مؤرشف من الأصل في 2019-05-13.